# Driakiew

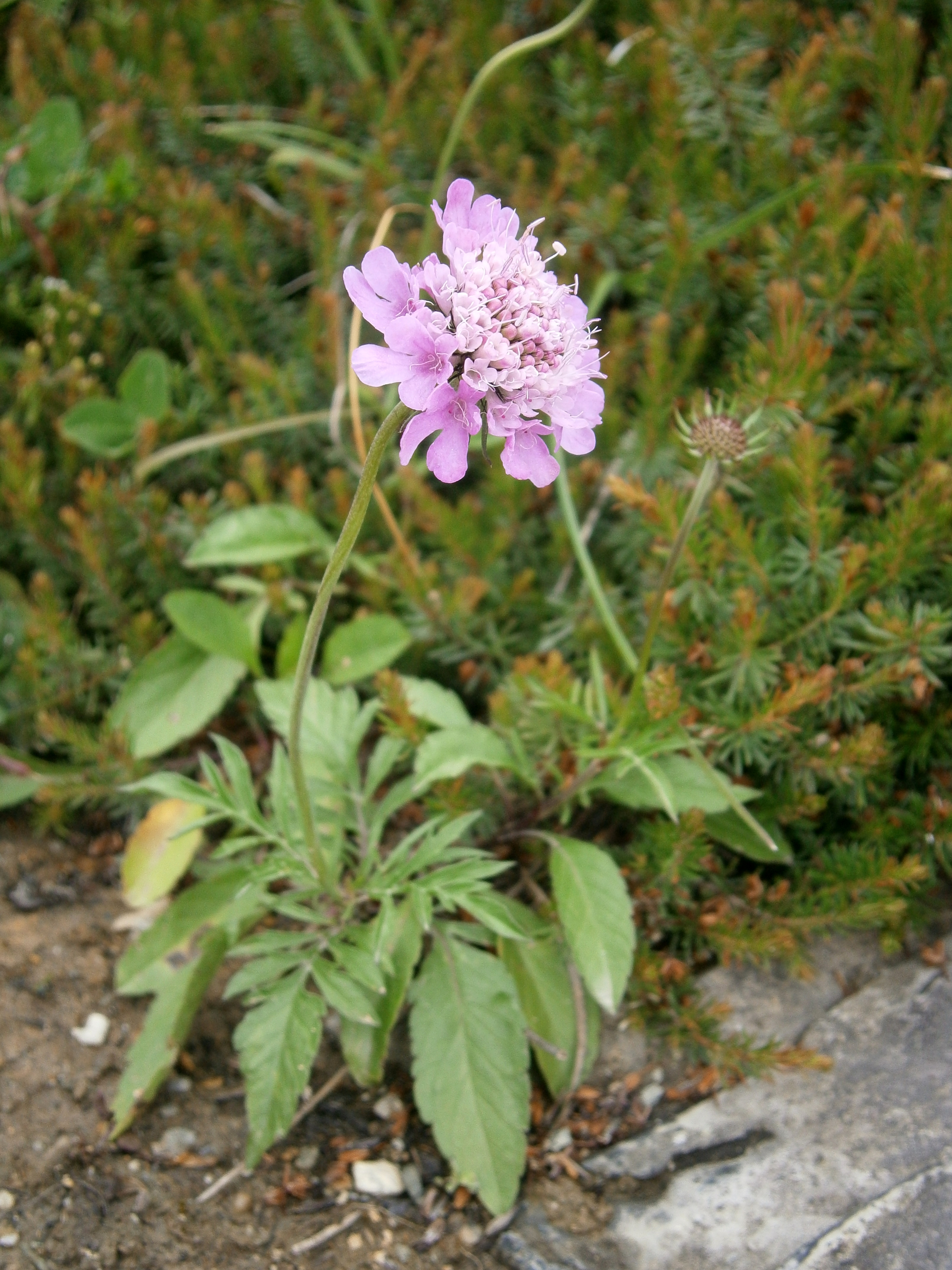
Driakiew lśniąca

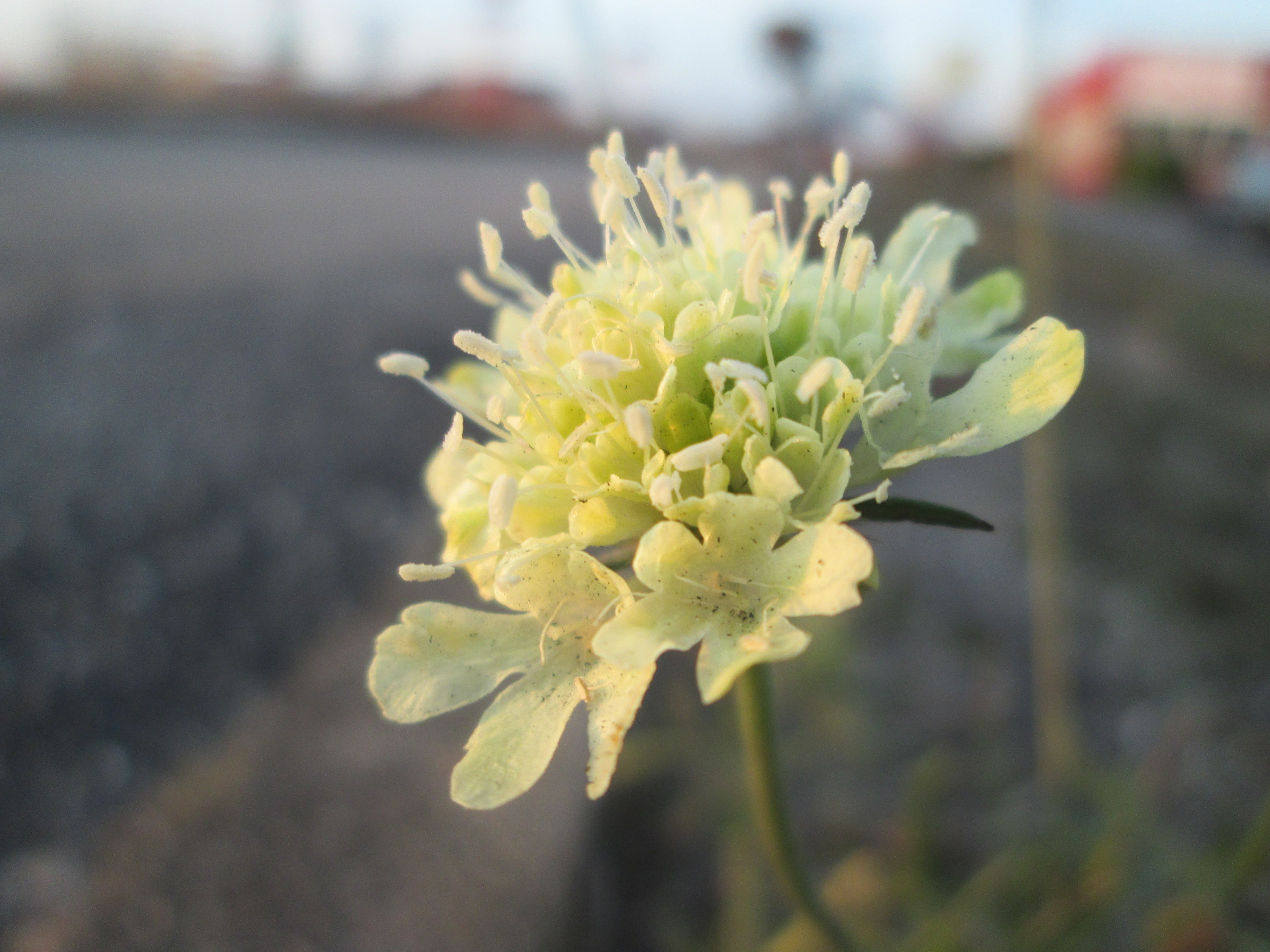
Driakiew żółta

Driakiew (Scabiosa L.) – rodzaj roślin w zależności od ujęcia zaliczany do rodziny przewiertniowatych Caprifoliaceae lub szczeciowatych Dipsacaceae. Należy do niego blisko 70 gatunków, ewentualnie więcej w przypadku włączenia tu gatunków z rodzaju Lomelosia. Rośliny te występują w strefie umiarkowanej w Europie i Azji (po Japonię i Tajwan na wschodzie) oraz w górach we wschodniej i południowej Afryce. W Polsce rosną dziko cztery gatunki: driakiew gołębia S. columbaria, driakiew lśniąca Scabiosa lucida, driakiew wonna S. canescens i driakiew żółta S. ochroleuca.
Rośliny z tego rodzaju rosną zwykle na łąkach, murawach, na terenach skalistych i w widnych lasach. Kwiaty zapylane są przez pszczoły, motyle i muchówki. 
Niektóre gatunki uprawiane są jako rośliny ozdobne i wykorzystywane lokalnie w ziołolecznictwie. Sproszkowane korzenie driakwi gołębiej używane były jako zasypka dla niemowląt. Nazwa driakiew (teriak) w przeszłości oznaczała stosowane od starożytności lekarstwo o uniwersalnym zakresie stosowania, a czasem dowolne lekarstwo.

## Morfologia

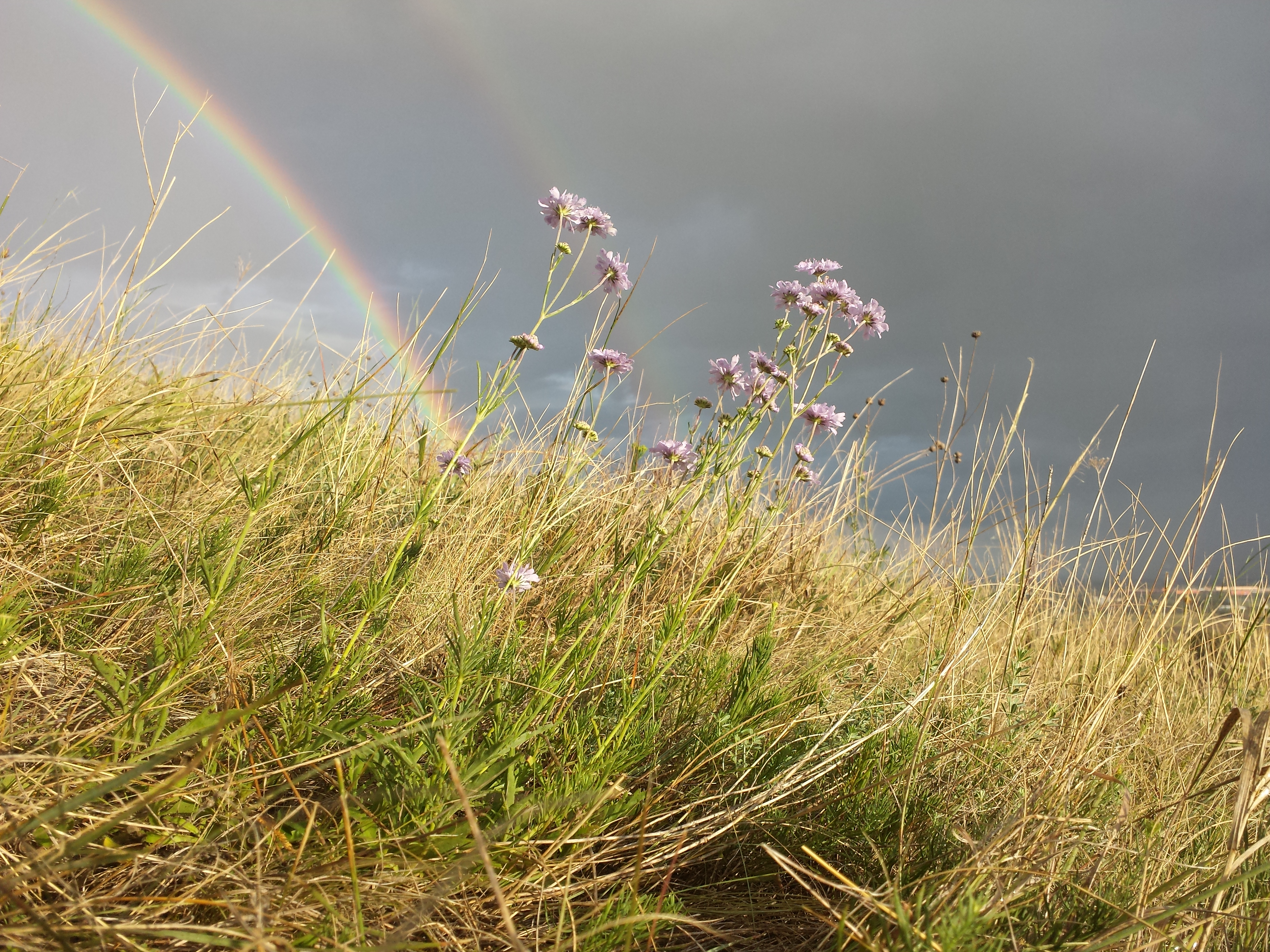
Driakiew wonna

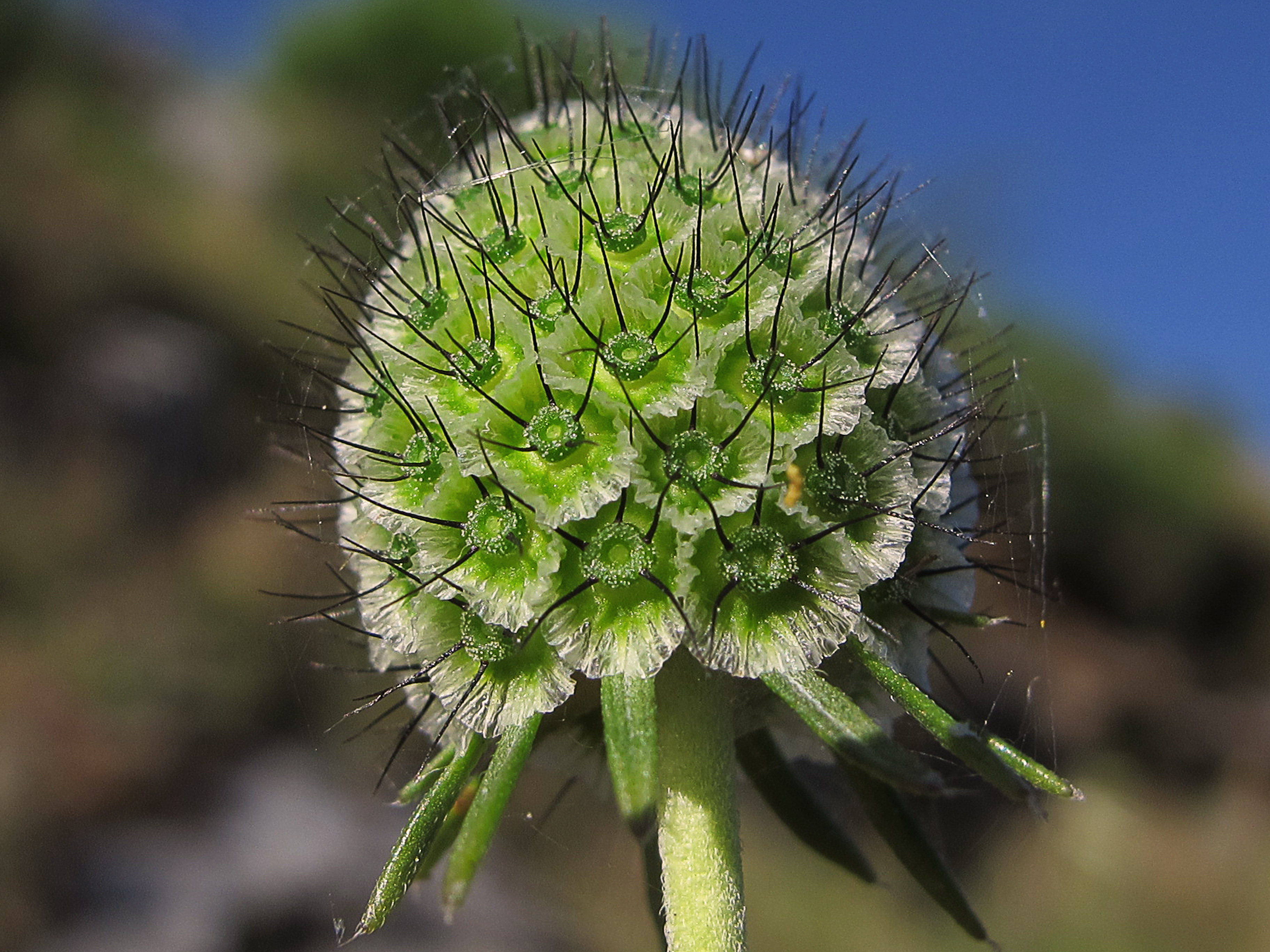
Diakiew gołębia – owoce

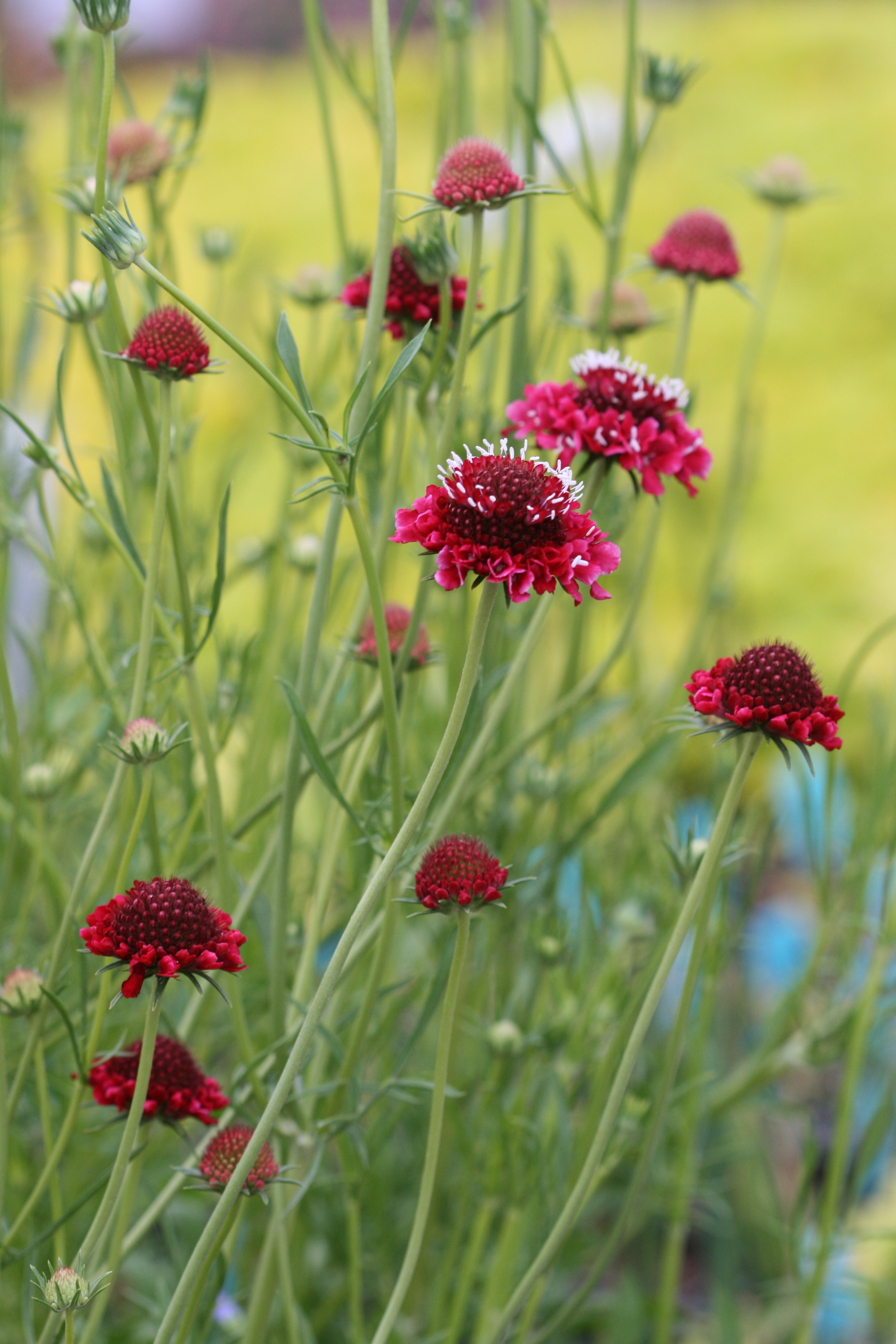
Driakiew purpurowa 'Scarlet'

PokrójRośliny jednoroczne (tylko dwa gatunki), dwuletnie i byliny, rzadko także półkrzewy i niskie krzewy. Osiągają do 1 m wysokości. Łodyga jest zwykle krótko owłosiona.
LiścieUlistnienie nakrzyżległe. Dolne liście zwykle całobrzegie, ząbkowane lub pierzasto wcinane, górne klapowane pierzasto. Dolne liście zwykle skupione w rozety przyziemne.
KwiatyZebrane w spłaszczone koszyczki lub kulistawe główki (dno kwiatostanowe jest nagie, wypukłe lub półkuliste), wsparte miękkimi listkami okrywy zakończonymi szydlasto. Kwiaty brzeżne są wyraźnie większe od znajdujących się wewnątrz kwiatostanu. Kolor kwiatów u różnych gatunków od białego poprzez żółty, różowy do purpurowoniebieskiego. Kwiat u nasady okryty jest kubkowatym kieliszkiem z 8 bruzdami, w górze z talerzykowato rozpostartym rąbkiem. W czasie owocowania kieliszek powiększa się i staje się papierzasty. Kielich u dołu zrośnięty, w górze zwieńczony 5 szczecinkami. Korona z 5 łatkami na końcu, silnie grzbiecista. Pręciki cztery. Zalążnia dolna, jednokomorowa, z jednym zalążkiem. Szyjka słupka pojedyncza.
OwoceNiełupki okryte trwałym kielichem i kieliszkiem, z 5 ośćmi.

## Systematyka
Rodzaj tradycyjnie zaliczany był do rodziny szczeciowatych Dipsacaceae. Rodzina ta od systemu APG II z 2003 włączana jest w randze podrodziny Dipsacoideae Eaton do rodziny przewiertniowatych Caprifoliaceae (opcjonalnie, a od systemu APG III z 2009 już definitywnie).
W niektórych ujęciach zaliczane są tu także gatunki z rodzaju Lomelosia (np. S. caucasica).
Wykaz gatunków (ujęcie wg Plants of the World Online)
- Scabiosa adzharica Schchian
- Scabiosa africana L.
- Scabiosa albanensis R.A.Dyer
- Scabiosa amoena J.Jacq.
- Scabiosa andryalifolia (Pau) Devesa
- Scabiosa angustiloba (Sond.) B.L.Burtt ex Hutch.
- Scabiosa arenaria Forssk.
- Scabiosa atropurpurea L. – driakiew purpurowa
- Scabiosa austroafricana Heine
- Scabiosa balcanica (Velen.) Velen.
- Scabiosa × beauverdiana Palez.
- Scabiosa bipinnata K.Koch
- Scabiosa buekiana Eckl. & Zeyh.
- Scabiosa canescens Waldst. & Kit. – driakiew wonna
- Scabiosa cartenniana A.Pons & Quézel
- Scabiosa cephalarioides Lojac.
- Scabiosa cinerea Lapeyr. ex Lam. – driakiew szara
- Scabiosa colchica Steven
- Scabiosa columbaria L. – driakiew gołębia
- Scabiosa comosa Fisch. ex Roem. & Schult.
- Scabiosa correvoniana Sommier & Levier
- Scabiosa corsica (Litard.) Gamisans
- Scabiosa crinita Kotschy & Boiss.
- Scabiosa daucoides Desf.
- Scabiosa delminiana Abadžić
- Scabiosa drakensbergensis B.L.Burtt
- Scabiosa eremophila Boiss.
- Scabiosa farinosa Coss.
- Scabiosa fumarioides Vis. & Pančić
- Scabiosa galianoi Devesa, Ortega Oliv. & J.López
- Scabiosa holosericea Bertol. – driakiew jedwabista
- Scabiosa hyrcanica Steven
- Scabiosa imeretica (Sommier & Levier) Sulak.
- Scabiosa incisa Mill.
- Scabiosa ispartaca Yıld.
- Scabiosa japonica Miq. – driakiew japońska
- Scabiosa jezoensis Nakai
- Scabiosa lacerifolia Hayata
- Scabiosa lachnophylla Kitag.
- Scabiosa libyca Alavi
- Scabiosa lucida Vill. – driakiew lśniąca
- Scabiosa × lucidula Beck
- Scabiosa mollissima Viv.
- Scabiosa nitens Roem. & Schult.
- Scabiosa ochroleuca L. – driakiew żółta
- Scabiosa owerinii Boiss.
- Scabiosa paphlagonica Bornm.
- Scabiosa parielii Maire
- Scabiosa parviflora Desf.
- Scabiosa praemontana Privalova
- Scabiosa pyrenaica All.
- Scabiosa semipapposa Salzm. ex DC.
- Scabiosa silenifolia Waldst. & Kit. – driakiew lepnicowata
- Scabiosa sirnakia Yıld.
- Scabiosa sivrihisarica Yıld.
- Scabiosa solymica (Parolly, Eren & Nordt) Göktürk
- Scabiosa sosnowskyi Sulak.
- Scabiosa taygetea Boiss. & Heldr.
- Scabiosa tenuis Spruner ex Boiss.
- Scabiosa thysdrusiana Le Houér.
- Scabiosa transvaalensis S.Moore
- Scabiosa triandra L.
- Scabiosa triniifolia Friv.
- Scabiosa tschiliensis Grüning
- Scabiosa turolensis Pau
- Scabiosa tuzluca Yıld.
- Scabiosa tysonii L.Bolus
- Scabiosa velenovskiana Bobrov
- Scabiosa vestina Facchini ex W.D.J.Koch – driakiew okryta
- Scabiosa webbiana D.Don

## Uprawa
Niektóre gatunki są uprawiane jako rośliny ozdobne. W Polsce najczęściej uprawia się driakiew purpurową S. atropurpurea. Jednoroczne gatunki rozmnaża się przez wysiew nasion na wiosnę, byliny przez wysiew nasion jesienią przez sadzonki i podział. Najlepiej rosną na stanowisku słonecznym, na glebach przepuszczalnych o odczynie od obojętnego do lekko zasadowego.